# Sainthelenia
Sainthelenia là một chi rêu trong họ Brachytheciaceae.